# Centre de recherches sur les macromolécules végétales
Le Centre de recherches sur les macromolécules végétales (Cermav) est une unité propre de recherche (UPR 5301) du Centre national de la recherche scientifique (CNRS), rattaché à l'Institut National de Chimie du CNRS. Le Cermav a été fondé en 1966 et est basé sur le domaine universitaire de Grenoble (Isère). 
L'originalité et la force du Cermav reposent sur une approche combinant recherche fondamentale et recherche appliquée. L'approche pluridisciplinaire du Cermav couvre les spécialités allant de la chimie, la physico-chimie et la biologie, ce qui lui permet d'occuper aujourd'hui une place importante, au niveau international, dans le domaine phare des glycosciences, allant des glucides complexes (sucres, oligo- et polysaccharides, glycopolymères et glycomatériaux) impliqués dans les processus biologiques et la santé, jusqu'aux matériaux biosourcés.
En relation avec l'université Grenoble-Alpes, le Cermav assure la formation de doctorants et d'étudiants dans chacune de ses spécialités. Le Cermav accueille également chaque année plusieurs jeunes chercheurs en séjour post-doctoral.

## Historique

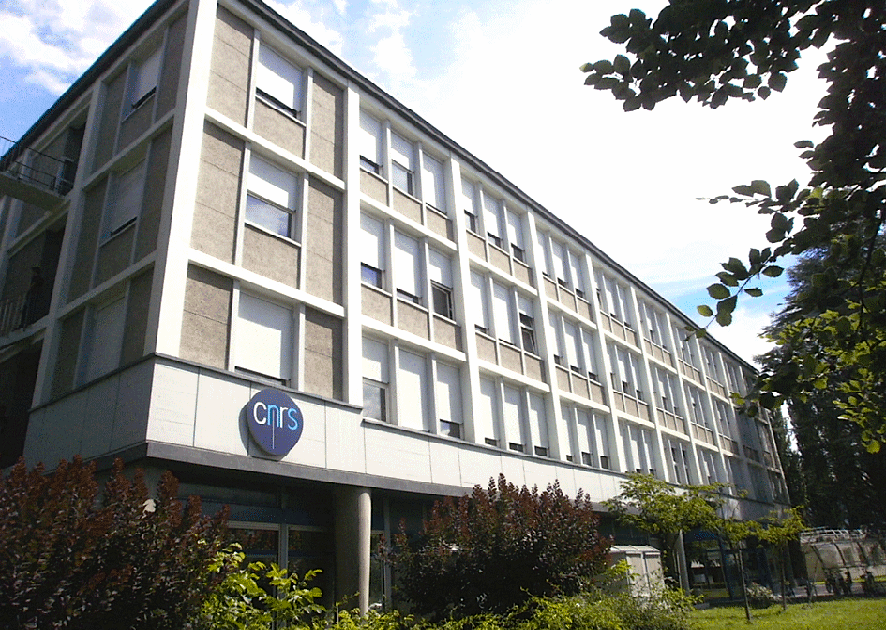
Le bâtiment du Cermav.

En 1957, le Professeur Marcel Chêne, directeur des études à l'École française de papeterie (EFP), propose la création à Grenoble d'un Institut de la cellulose et de la lignine, reprenant l'idée lancée en 1922 par le directeur de l'institut d'électrotechnique et de l'EFP, le Professeur Louis Barbillon, de créer un Institut de la cellulose destiné à compléter les activités de l'école de papeterie, pour lancer des recherches appliquées en collaboration avec les professions papetières.
En juin 1960, un rapport, mentionnant l'acquisition sur le futur campus grenoblois d'un terrain destiné à l'implantation de l'institut, est adressé au Professeur Georges Champetier (directeur de l'école de physique et de chimie industrielles de la ville de Paris, membre de l'Institut, et directeur général du CNRS) qui était alors l'un des seuls universitaires français à avoir mené des travaux sur la cellulose.
La construction du bâtiment initial de 2 200 m2 est achevée en 1966. La même année, le CNRS change la dénomination de l'institut en Centre de recherches sur les macromolécules végétales, dont les travaux doivent porter sur “l'étude de la cellulose, de la lignine et autres constituants des végétaux“ et lui attribue son acronyme Cermav.

## Directeurs
- Depuis 2021: Dr Laurent Heux
- 2020-2016: Dr Anne Imberty ; directeurs adjoints : Dr Laurent Heux, Dr William Helbert
- 2007-2015 : Dr Redouane Borsali
- 1996-2006 : Dr Serge Pérez[1]
- 1984-1995 : Prof. Marguerite Rinaudo[1]
- 1966-1983 : Prof. Didier Gagnaire[1]

## Management de la qualité
Ce laboratoire public a été précurseur dans la mise en place d'une démarche qualité. Dès 2002, le laboratoire a décidé de formaliser et mémoriser les pratiques de laboratoire et la norme ISO 9001 de management de la qualité, généraliste, flexible et reconnue sur le plan international, s'est imposée comme le référentiel. Une démarche qualité a été mise en place en 2003 sur l'ensemble des activités, l’idée étant de travailler sur les aspects organisationnels de la recherche pour mieux organiser les activités de recherche. L'originalité de la démarche menée au Cermav a été d'associer la refonte de son intranet et la démarche qualité, dans une sorte de portail web, fournissant un frontal d'accès aux ressources documentaires et applicatives internes du laboratoire.

## Thématiques

### Glyco-nano-objets et auto-assemblage
L'émergence de systèmes moléculaires auto-assemblés correspond à la conjonction rapide de la chimie (moléculaire, macromoléculaire et supramoléculaire), de la physique de la matière condensée et de la biologie moléculaire. Les objectifs sont de contrôler l'architecture moléculaire et macromoléculaire de systèmes à base d'oligo- et polysaccharides, et de construire, ou de mimer à l'échelle nano-mésoscopique, des édifices (glyco-nano-objets) en leur conférant des fonctions ou propriétés spécifiques jusqu'au niveau macroscopique (nanoparticules, nanocristaux, films et surfaces).
Les applications sont nombreuses : de la libération contrôlée des médicaments, de renforts nanométriques aux surfaces ultraminces servant de support d'emballage, de barrières, de membranes et de capteurs, ou encore d'orientation, d'organisation et de stockage d'information.

### Biomasse à vocation technologique
Le Cermav s'intéresse à la conception de nouveaux matériaux à partir de ressources naturelles renouvelables issues de la biomasse. Ces matériaux ont vocation à remplacer les produits toxiques ou non-biodégradables dérivés de ressources fossiles, tout en offrant des propriétés (mécaniques, thermiques, optiques, etc.) équivalentes. Les biopolymères, et plus particulièrement les polysaccharides, ont donc émergé comme des composants naturels très attractifs de ces matériaux d'avenir. Les polysaccharides sont abondants, renouvelables, légers, peu coûteux et biodégradables. Les quantités produites chaque année par une large variété de plantes, d'animaux et de micro-organismes, mais aussi la diversité ultrastructurale de ces macromolécules les rendent attractives en tant que substrats de départ pour des modifications chimiques dans le cadre d'applications spécifiques. La cellulose par exemple, polymère naturel abondant sur terre, constitue une source inépuisable de matière première. Ses dérivés sont utilisés dans de nombreuses industries : alimentaire, cosmétique, textile ou emballage.
La démarche du laboratoire se situe à différents niveaux, du fondamental à l'appliqué, de la macromolécule au matériau. Il est nécessaire de comprendre l'organisation et les interactions des constituants de la biomasse afin de s'inspirer de ces architectures composites naturelles, pour élaborer des matériaux nanostructurés innovants.

### Parois végétales et organisations complexes
Les parois végétales assurent des fonctions biologiques majeures définissant la singularité des plantes ; elles sont à l'origine de multiples applications en tant que ressource agro-alimentaire, source de biomatériaux ou encore de biomasse valorisable à des fins énergétiques. Ce sont des nanocomposites extrêmement complexes de cellulose, d'hémicelluloses et de lignines ; l'organisation de ces polymères confère aux parois végétales leurs propriétés singulières comme la tenue mécanique, la capacité d'extension et la résistance aux pressions de turgescence.
Une thématique s'intéresse à l'étude de la biosynthèse des polysaccharides pariétaux afin de comprendre les relations entre ces événements de biosynthèse et le développement des végétaux, et aussi la contribution des différents polymères aux propriétés variées des parois végétales. Une autre thématique s'intéresse à la structure, à l'organisation et à la biosynthèse de biopolymères au sein des parois végétales, dans le but de révéler les modes d'assemblages des chaînes de cellulose dans les fibres natives et pour étudier comment ces fibres s'associent avec les hémicelluloses.

### Oligosaccharides et santé
Les glucides, sous la forme d'oligosaccharides et de glycoconjugués, sont impliqués dans un grand nombre de fonctions biologiques et de processus pathologiques. La production d'oligosaccharides offre des perspectives dans la préparation de vaccins, de molécules thérapeutiques (médicaments, vecteurs de principes actifs...) et d'outils de diagnostic (molécules pour l'imagerie et pour le dosage d'activités spécifiques, puces à sucre...).
La reconnaissance des oligosaccharides par des récepteurs spécifiques, les lectines, est une étape cruciale pour les infections bactériennes et virales et la dissémination de métastases. Les glycosyltransférases et glycosides hydrolases, enzymes de la biosynthèse et de la dégradation des oligosaccharides, sont à la fois des outils permettant la synthèse d'oligosaccharides, et la cible de développement d'inhibiteurs à potentiel thérapeutique.

## Parc expérimental
- Analyse thermogravimétrique
- Calorimétrie différentielle à balayage
- Chromatographie d'exclusion stérique
- Diffusion de la lumière
- Diffraction des rayons X
- Microscopie électronique
- Résonance magnétique nucléaire
- Spectrométrie de masse

## Publications et bases de données
Les publications et bases de données du Cermav sont consultables sur le site site du Cermav
Certaines publications sont accessibles en libre accès sur le site de HAL dans le cadre de la Science Ouverte. 

## Prix scientifiques, distinctions et médailles
Les prix scientifiques, les distinctions et les médailles décernés aux membres du Cermav sont consultables sur le site site du Cermav

## Presse
Les articles de presse dans lequel le Cermav est cité, sont consultables sur le site site du Cermav